# 熊野広浜
熊野 広浜（くまの の ひろはま、生年不明 - 神護景雲3年4月6日（769年5月15日））は、奈良時代中期から後期にかけての女官。紀伊国牟婁郡大領家（熊野国造）出身の采女。父は牟婁郡司大領兼熊野神社禰宜の熊野直伍百足で、姓は直。位階は従四位下。

## 生涯
聖武朝の天平17年（745年）正月、粟凡若子・気多十千代・飯高笠目・茨田弓束らとともに正六位下から外従五位下に昇叙したとあるのが、史料における初見。
淳仁朝の天平宝字5年（761年）6月に、光明皇太后国忌御斎への伴奉の労により、多気弟女・多可浄日らとともに従五位上 から正五位下に昇叙。
天平神護元年（765年）正月、藤原仲麻呂の乱における論功により、大野仲智・安倍都与利・多可浄日とともに、正五位上になる。同年、称徳天皇の紀伊国への行幸に随伴し、従四位下に叙される。本国出身の広浜の伴奉に報いる恩賞であったものと思われる。
その後、後宮から退き、神護景雲3年（769年）4月、「散事従四位下牟婁采女熊野直広浜卒しぬ」と記されている。

## 官歴
『続日本紀』による。
- 時期不詳：正六位下
- 天平17年（745年）正月7日：外従五位下
- 時期不詳：従五位上
- 天平宝字5年（761年）6月26日：正五位下
- 天平神護元年（765年）正月7日：正五位上。10月22日：従四位下
- 時期不詳：散事
- 神護景雲3年（769年）4月5日：卒去